# Ideenfest
Als Ideenfest, auch Devotionsfest oder Andachtsfest bezeichnet die Liturgiewissenschaft ein Fest in der Liturgie der römisch-katholischen Kirche, das eine Glaubenswahrheit in den Mittelpunkt der gottesdienstlichen Feier der heiligen Messe und des Stundengebetes stellt.
Im Gegensatz zu den Ideenfesten feiern andere Hochfeste und Feste der Kirche in der Regel konkrete Heilsereignisse aus dem Leben Jesu (z. B. Ostern als Hochfest der Auferstehung des Herrn, Weihnachten als Hochfest der Geburt des Herrn usw.), oder sie sind Gedenktage von Heiligen, häufig an deren Todestag.
Die Festinhalte von Ideenfesten sind demgegenüber Dogmen, Aspekte christlicher Lehre und Frömmigkeit oder Ehrentitel Christi, Mariens oder eines Heiligen. Ideenfeste werden daher auch dogmatische oder thematische Feste, Devotions- oder Andachtsfeste genannt. Im Gegensatz zu den „dynamischen“ Festen der Heilstaten Christi wurden sie auch als „statische“ Feste klassifiziert. Als erstes entstand um das Jahr 800 ein Mess-Proprium zur Verehrung der göttlichen Dreifaltigkeit, aus dem sich bis zum 14. Jahrhundert das Dreifaltigkeitsfest entwickelte. Die Entstehung von Ideenfesten entsprach den zeitgenössischen theologischen Reflexionen und Frömmigkeitsströmungen und war ab dem 10. Jahrhundert allein in der Westkirche zu beobachten; besonderen Aufschwung nahm der Festtypus zur Zeit der Aufklärung. Die Ideenfeste haben ihren Ursprung in der privaten Frömmigkeit und entwickelten sich zu kirchlich approbierten Festen. Einige entstanden aufgrund konkreter historischer Anlässe, so etwa der Gedenktag Mariä Namen und das Rosenkranzfest zum Dank für Siege über die Türken, das Fest der Mutterschaft Mariens (11. Oktober, jetzt 1. Januar) aus Anlass der 1500. Wiederkehr des Konzils von Ephesus und der Gedenktag Hl. Josef, der Arbeiter 1955 als Pendant zum Tag der Arbeit.
In der nach dem Zweiten Vatikanischen Konzil erneuerten Grundordnung des Kirchenjahres wurde die Zahl der Ideenfeste im Römischen Generalkalender verringert, einige wurden in einzelnen Regionalkalender übernommen oder ihr Proprium ist jetzt als Votivmesse zugelassen.
Zu den Ideenfesten werden gezählt:
- Dreifaltigkeitsfest
- Fronleichnam
- Fest des kostbaren Blutes
- Herz-Jesu-Fest
- Christkönigsfest
- Namen-Jesu-Fest
- Fest der Heiligen Familie
- Marienfeste wie das Fest der Sieben Schmerzen Mariens, Fest des Unbefleckten Herzens Mariä und das Fest Maria Königin.

Als zeitgenössische Entsprechung zu den Ideenfesten können heute die Zwecksonntage angesehen werden, wo Sonn- und Festtage mit pastoral wichtigen Themen belegt werden.